# 無償トレード
無償トレード（むしょうトレード）とは、団体プロスポーツ競技界における選手交換や移籍金負担などが発生しないチーム間移籍（トレード）を指す。そのため報道では「譲渡」と称されることもある。なお、自由契約選手を獲得した場合は通常「無償トレード」と称することはない。

## 日本プロ野球 (NPB)
日本球界においては、戦力外通告を受けた選手、もしくはキャリアとして晩年を迎えた選手が球団保有のままトレードの形で移籍する場合に無償トレードとなることがあり、主にこのケースが多い。2003年オフには当時福岡ダイエーホークスの主力選手であった小久保裕紀が読売ジャイアンツへ無償トレードされ話題になった。無償トレードといってもあくまでも交換トレードや金銭トレードと同類のトレードの一種である。
その他特筆事項としては、2004年に勃発した球界再編問題に関連して2005年度より東北楽天ゴールデンイーグルスの新規参入が決定した際、同球団に対して既存の球団が無償トレードで選手を譲渡するトレードが7件成立している。
なお、2004年の球界再編問題に際して、日本プロ野球選手会は12球団に対して、毎年10月1日以降に自由契約選手として公示された選手に対して12球団合同トライアウト開催以前に各球団独自の入団テストを行わないよう申し入れ、トライアウト開催以前における自由契約選手の獲得は行われなくなった。しかし、前所属球団より戦力外通告を受け、なおかつ自由契約選手として公示されていない選手については前述のいわゆる紳士協定の対象外とされており、そのような選手を他球団がトライアウトを経ずに無償トレードで獲得することは可能である。
また、安仁屋宗八の阪神タイガースから広島東洋カープへの復帰例の様に、対外的には金銭トレードと発表されるも、実際は無償トレードではと臆測された例があったり、本原正治と山田武史の読売ジャイアンツから福岡ダイエーホークスへの金銭トレードの様に、移籍金が非常に低額であることから「実質無償トレード」と言われる例もあったりする。
自由契約とは違い無償であろうとトレードの場合はその対象選手に前在籍球団から引越し費用が手渡される。
| 選手名                                   | 旧所属球団   | 新所属球団   | 移籍年度 |
| ---------------------------------------- | ------------ | ------------ | -------- |
| 白野清美                                 | 南海         | 国鉄         | 1962年   |
| 七森由康                                 | 巨人         | サンケイ     | 1964年   |
| 富永格郎                                 | 東映         | サンケイ     | 1965年   |
| 江藤省三                                 | 巨人         | 中日         | 1968年   |
| 金本秀夫                                 | 阪急         | 阪神         | 1968年   |
| カール・ボレス                           | 近鉄         | 西鉄         | 1968年   |
| 若生忠男                                 | 西鉄         | 巨人         | 1968年   |
| 葛城隆雄                                 | 中日         | 阪神         | 1969年   |
| 飯塚佳寛                                 | 大洋         | 広島         | 1972年   |
| 及川宣士                                 | 大洋         | 太平洋       | 1972年   |
| 田中章                                   | 太平洋       | 大洋         | 1975年   |
| 藤井栄治                                 | 太平洋       | 阪急         | 1976年   |
| ゲイル・ホプキンス                       | 広島         | 南海         | 1976年   |
| 水谷孝                                   | 巨人         | 阪急         | 1976年   |
| 山下司                                   | 巨人         | 日本ハム     | 1976年   |
| 矢野俊一                                 | 大洋         | ロッテ       | 1978年   |
| 金城致勲                                 | 西武         | ロッテ       | 1980年   |
| 大津一洋                                 | 西武         | 南海         | 1983年   |
| 藤村雅人                                 | 西武         | 南海         | 1983年   |
| 山内新一                                 | 南海         | 阪神         | 1983年   |
| 永射保                                   | 大洋         | ダイエー     | 1988年   |
| 竹田光訓                                 | 大洋         | 韓国・三星   | 1988年   |
| 若菜嘉晴                                 | 大洋         | 日本ハム     | 1988年   |
| 有田修三                                 | 巨人         | ダイエー     | 1989年   |
| 角盈男                                   | 巨人         | 日本ハム     | 1989年   |
| 栄村忠広                                 | 巨人         | オリックス   | 1991年   |
| 金沢次男                                 | ヤクルト     | ロッテ       | 1994年   |
| 愛甲猛                                   | ロッテ       | 中日         | 1995年   |
| 荒木大輔                                 | ヤクルト     | 横浜         | 1995年   |
| 横谷彰将                                 | 横浜         | 阪神         | 1995年   |
| 井上祐二                                 | 広島         | ロッテ       | 1996年   |
| 近藤芳久                                 | 広島         | ロッテ       | 1996年   |
| 荒井幸雄                                 | 近鉄         | 横浜         | 1998年   |
| 清川栄治                                 | 近鉄         | 広島         | 1998年   |
| 椎木匠                                   | 中日         | ロッテ       | 1998年   |
| 仁平馨                                   | 広島         | 中日         | 1998年   |
| 小久保裕紀                               | ダイエー     | 巨人         | 2003年   |
| 飯田哲也                                 | ヤクルト     | 楽天         | 2004年   |
| 紀藤真琴                                 | 中日         | 楽天         | 2004年   |
| 小山伸一郎                               | 中日         | 楽天         | 2004年   |
| 酒井忠晴                                 | 中日         | 楽天         | 2004年   |
| 関川浩一                                 | 中日         | 楽天         | 2004年   |
| 玉木重雄                                 | 広島         | 楽天         | 2004年   |
| 中村武志                                 | 横浜         | 楽天         | 2004年   |
| 仲澤忠厚                                 | 中日         | ソフトバンク | 2005年   |
| 大道典嘉                                 | ソフトバンク | 巨人         | 2006年   |
| 黒田哲史                                 | 巨人         | 西武         | 2006年   |
| 佐藤宏志                                 | 巨人         | 楽天         | 2006年   |
| 佐藤賢治                                 | ロッテ       | 日本ハム     | 2010年   |
| 山田大樹                                 | ソフトバンク | ヤクルト     | 2017年   |
| 中田賢一                                 | ソフトバンク | 阪神         | 2019年   |
| 中田翔                                   | 日本ハム     | 巨人         | 2021年   |
| 長野久義                                 | 広島         | 巨人         | 2022年   |
| 加藤匠馬                                 | ロッテ       | 中日         | 2022年   |
| 名前欄太字は2024年シーズン現在、現役選手 |              |              |          |

## NFL
NFLの場合、金銭トレードが認められていないため、無償トレードは多くなる傾向にある。
- エンジェル・ルビオ（英語版） - スティーラーズ→フォーティナイナーズ（1998年）
- サーマン・トーマス - ビルズ→ドルフィンズ（2000年）